# Melitturga syriaca
Melitturga syriaca là một loài Hymenoptera trong họ Andrenidae. Loài này được Friese mô tả khoa học năm 1899.